# Timur Valiev
Timur Arsenovich Valiev (Makhachkala, 19 de janeiro de 1990) é um lutador russo de artes marciais mistas, atualmente competindo no peso pena do Ultimate Fighting Championship.

## Início
Timur Valiev nasceu em 19 de janeiro de 1990 em Makhachkala, no Daguestão. No ensino médio, ele jogou futebol até os 16 anos, quando após o conselho de um amigo, decidiu começar a treinar Wushu. Ele também treinou kickboxing e ganhou uma medalha de ouro no campeonato europeu.
Aos 19 anos, ele fez a transição para o MMA.

## Carreira no MMA

### World Series of Fighting
Sua estreia no WSOF foi no WSOF 10 em 14 de junho de 2014 contra Adam Acquaviva. Ele venceu por nocaute técnico no terceiro round.
Valiev enfrentou Isaiah Chapman no WSOF 13 em 13 de setembro de 2014. Ele venceu por decisão unânime.
Valiev enfrentou Ed West no WSOF 19 em 28 de março de 2015. Ele venceu por nocaute técnico no primeiro round.
Valiev enfrentou Tito Jones no WSOF 23 em 28 de setembro de 2015. Ele venceu por decisão unânime.
Valiev enfrentou Chris Gutiérrez no WSOF 28 em 20 de fevereiro de 2016. Ele perdeu por decisão dividida. Após a luta, o presidente do WSOF não concordou com o resultado e concedeu uma revanche a Valiev.
Em sua segunda luta, Valiev derrotou Chris Gutiérrez no WSOF 33 em 7 de outubro de 2016 por decisão unânime.

### Professional Fighters League
Valiev enfrentou Josenaldo Silva em 2 de novembro de 2017 no PFL: Fight Night. Ele venceu por finalização no terceiro round.
Valiev enfrentou Max Coga em 7 de junho de 2018 no PFL 1. Ele venceu por decisão unânime.
Valiev enfrentou Bekbulat Magomedov em 19 de julho de 2018 no PFL 4.

## Cartel no MMA
| Cartel no MMA   |             |            |
| 21 lutas        | 18 vitórias | 3 derrotas |
| Por nocaute     | 5           | 1          |
| Por finalização | 2           | 0          |
| Por decisão     | 11          | 2          |
| Empates         | 0           | 0          |

| Res.    | Cartel | Oponente                     | Método                                | Evento                                    | Data       | Round | Tempo | Local                    | Notas              |
| ------- | ------ | ---------------------------- | ------------------------------------- | ----------------------------------------- | ---------- | ----- | ----- | ------------------------ | ------------------ |
| Vitória | 18-3   | Raoni Barcelos               | Decisão (majoritária)                 | UFC Fight Night: Gane vs. Volkov          | 26/06/2021 | 3     | 5:00  | Las Vegas, Nevada        |                    |
| Vitória | 17-3   | Martin Day                   | Decisão (unânime)                     | UFC Fight Night: Overeem vs. Volkov       | 06/02/2021 | 3     | 5:00  | Las Vegas, Nevada        |                    |
| Derrota | 16-3   | Trevin Jones                 | Nocaute técnico (socos)               | UFC on ESPN: Munhoz vs. Edgar             | 22/08/2020 | 2     | 1:59  | Las Vegas, Nevada        |                    |
| Vitória | 16–2   | Taigro Costa                 | Decisão (unânime)                     | Gorilla Fighting 22                       | 13/12/2019 | 3     | 5:00  | Krasnodar                |                    |
| Vitória | 15–2   | Giovanni da Silva Santos Jr. | Nocaute técnico (socos)               | Gorilla Fighting 14                       | 13/07/2019 | 1     | 3:58  | Kaspiysk                 |                    |
| Vitória | 14–2   | Bekbulat Magomedov           | Decisão (unânime)                     | PFL 4                                     | 19/07/2018 | 3     | 5:00  | Uniondale, New York      |                    |
| Vitória | 13–2   | Max Coga                     | Decisão (unânime)                     | PFL 1                                     | 07/06/2018 | 3     | 5:00  | New York City, New York  | Estreia nos Penas. |
| Vitória | 12–2   | Josenaldo Silva              | Finalização (mata-leão)               | Professional Fighters League: Fight Night | 02/11/2017 | 3     | 2:12  | Washington, D.C.         |                    |
| Vitória | 11–2   | Chris Gutiérrez              | Decisão (unânime)                     | WSOF 33: Branch vs. Magalhaes             | 07/10/2016 | 3     | 5:00  | Kansas City, Missouri    |                    |
| Derrota | 10–2   | Chris Gutiérrez              | Decisão (dividida)                    | WSOF 28: Moraes vs. Barajas               | 02/02/2016 | 3     | 5:00  | Garden Grove, California |                    |
| Vitória | 10–1   | Tito Jones                   | Decisão (unânime)                     | WSOF 23: Gaethje vs. Palomino 2           | 18/09/2015 | 3     | 5:00  | Phoenix, Arizona         |                    |
| Vitória | 9–1    | Ed West                      | Nocaute técnico (cotoveladas e socos) | WSOF 19: Gaethje vs. Palomino             | 28/03/2015 | 1     | 1:39  | Phoenix, Arizona         |                    |
| Vitória | 8–1    | Isaiah Chapman               | Decisão (unânime)                     | WSOF 13: Moraes vs. Bollinger             | 13/09/2014 | 3     | 5:00  | Bethlehem, Pennsylvania  |                    |
| Vitória | 7–1    | Adam Acquaviva               | Nocaute técnico (joelhada voadora)    | WSOF 10: Branch vs. Taylor                | 21/06/2014 | 3     | 1:35  | Las Vegas, Nevada        |                    |
| Vitória | 6–1    | Bruno Marques                | Decisão (unânime)                     | Battle of Stars 2                         | 16/06/2012 | 3     | 5:00  | Makhachkala              |                    |
| Vitória | 5–1    | Oleg Borisov                 | Decisão (unânime)                     | Fight Nights Global: Battle of Moscow 8   | 03/11/2012 | 3     | 5:00  | Moscou                   |                    |
| Vitória | 4–1    | Algiz Vakhitov               | Nocaute (socos)                       | Colosseum Battles Champions               | 21/10/2012 | 1     | 1:34  | Ufa                      |                    |
| Vitória | 3–1    | Evgeniy Lazukov              | Nocaute técnico (socos)               | Dictator Fighting Championship 1          | 28/06/2012 | 1     | 4:36  | Moscou                   |                    |
| Vitória | 2–1    | Fernando Cosenday            | Decisão (unânime)                     | Top Fight - Battle of the Gyms            | 25/02/2012 | 2     | 5:00  | Dubai                    |                    |
| Vitória | 1–1    | Gadzhimurad Gasanov          | Finalização (chave de braço)          | Urkarakh Fights                           | 22/07/2011 | 1     | 4:28  | Urkarakh                 |                    |
| Derrota | 0–1    | Olle Raberg                  | Decisão (unânime)                     | World Ultimate Full Contact 16            | 04/09/2010 | 1     | 10:00 | Viseu                    | Estreia nos Galos. |